# St.-Martial-Schule
Die St.-Martial-Schule war eine Komponistenschule vom Beginn des 9. bis zum frühen 13. Jahrhundert um die Abtei St. Martial in Limoges. Neben zahlreichen Organa stammen (einstimmige) Tropen und Sequenzen aus diesem Umfeld.
Es ist unklar, inwieweit die in der Abtei gefundenen Manuskripte die Entwicklung in St. Martial im Besonderen widerspiegeln, oder ob es sich um Werksammlungen aus verschiedenen Entstehungsorten Südfrankreichs handelt. Komponisten dieser Schule sind namentlich nicht bekannt.
Die meisten Manuskripte der Abtei befinden sich heute (2006) in der Bibliothèque nationale de France in Paris.
Die Musik der St.-Martial-Schule ist bedeutender Vorläufer der Musik der Notre-Dame-Schule.